# Wereldkampioenschap voetbal onder 17 - 1997
Het zevende wereldkampioenschap voetbal onder 17 werd gehouden in Egypte van 4 tot en met 21 september 1997. Het toernooi werd voor de eerste keer gewonnen door Brazilië. In de finale, die werd gespeeld in Caïro, werd met 2–1 gewonnen van Ghana. Spanje werd derde.

## Gekwalificeerde landen
Er deden 16 teams uit zes confederaties mee. Teams konden zich kwalificeren via een jeugdtoernooi dat binnen elke confederatie georganiseerd werd. 
| Confederatie                                   | Kwalificatietoernooi                                                                        | Gekwalificeerde landen             |
| ---------------------------------------------- | ------------------------------------------------------------------------------------------- | ---------------------------------- |
| AFC (Azië)                                     | Aziatisch kampioenschap voetbal onder 16 - 1996 Thailand, 17 september – 1 oktober 1996     | Oman Thailand Bahrein              |
| CAF (Afrika)                                   | Afrikaans kampioenschap voetbal onder 17 - 1997 Botswana, 11–24 mei 1997                    | Mali Ghana                         |
| CONCACAF (Noord, Centraal-Amerika & Caribbean) | CONCACAF-kampioenschap voetbal onder 17 - 1996 Trinidad en Tobago, 18–31 augustus 1996      | Mexico Verenigde Staten Costa Rica |
| CONMEBOL (Zuid-Amerika)                        | Zuid-Amerikaans kampioenschap voetbal onder 17 - 1997 Paraguay, 28 februari – 16 maart 1997 | Argentinië Brazilië Chili          |
| OFC (Oceanië)                                  | Oceanisch kampioenschap voetbal onder 17 - 1997 Nieuw-Zeeland, 14–25 april 1997             | Nieuw-Zeeland                      |
| UEFA (Europa)                                  | Europees kampioenschap voetbal onder 16 - 1997 Duitsland, 28 april – 10 mei 1997            | Oostenrijk Duitsland Spanje        |
| Gastland                                       | Gastland                                                                                    | Egypte                             |

## Stadions
| Caïro                                | · Caïro (Caïrostadion) Alexandrië (Alexandriëstadion) Ismaïlia (Ismaïliastadion) Port Said (Port Saidstadion) |  |
| Caïrostadion Capaciteit: 74.100      | · Caïro (Caïrostadion) Alexandrië (Alexandriëstadion) Ismaïlia (Ismaïliastadion) Port Said (Port Saidstadion) |  |
| Alexandrië                           | · Caïro (Caïrostadion) Alexandrië (Alexandriëstadion) Ismaïlia (Ismaïliastadion) Port Said (Port Saidstadion) |  |
| Alexandriëstadion Capaciteit: 20.000 | · Caïro (Caïrostadion) Alexandrië (Alexandriëstadion) Ismaïlia (Ismaïliastadion) Port Said (Port Saidstadion) |  |
| Ismaïlia                             | · Caïro (Caïrostadion) Alexandrië (Alexandriëstadion) Ismaïlia (Ismaïliastadion) Port Said (Port Saidstadion) |  |
| Ismaïliastadion Capaciteit: 16.500   | · Caïro (Caïrostadion) Alexandrië (Alexandriëstadion) Ismaïlia (Ismaïliastadion) Port Said (Port Saidstadion) |  |
| Port Said                            | · Caïro (Caïrostadion) Alexandrië (Alexandriëstadion) Ismaïlia (Ismaïliastadion) Port Said (Port Saidstadion) |  |
| Port Saidstadion Capaciteit: 22.000  | · Caïro (Caïrostadion) Alexandrië (Alexandriëstadion) Ismaïlia (Ismaïliastadion) Port Said (Port Saidstadion) |  |

## Groepsfase

### Groep A
| Team      | Wed | W | G | V | DV | DT | DS | Ptn | Resultaat           |
| --------- | --- | - | - | - | -- | -- | -- | --- | ------------------- |
| Duitsland | 3   | 2 | 1 | 0 | 5  | 1  | +4 | 7   | Naar de kwartfinale |
| Egypte    | 3   | 1 | 2 | 0 | 5  | 4  | +1 | 5   | Naar de kwartfinale |
| Chili     | 3   | 1 | 1 | 1 | 7  | 4  | +3 | 4   |                     |
| Thailand  | 3   | 0 | 0 | 3 | 4  | 12 | –8 | 0   |                     |

|                        |                          |       |                           |                                                                                 |
| 4 september 1997 20:30 | Egypte                   | 3 – 2 | Thailand                  | Caïrostadion, Caïro Toeschouwers: 70.000 Scheidsrechter: Horacio Elizondo (ARG) |
| 4 september 1997 20:30 | Belal 16', 46' Arabi 65' |       | Tongdee 30' Suksomkit 67' | Caïrostadion, Caïro Toeschouwers: 70.000 Scheidsrechter: Horacio Elizondo (ARG) |

|                        |       |           |           |                                                                           |
| 5 september 1997 20:30 | Chili | 0 – 1     | Duitsland | Caïrostadion, Caïro Toeschouwers: 10.000 Scheidsrechter: Ian McLeod (RSA) |
| 5 september 1997 20:30 |       | Adzic 81' |           | Caïrostadion, Caïro Toeschouwers: 10.000 Scheidsrechter: Ian McLeod (RSA) |

|                        |          |       |                |                                                                                |
| 7 september 1997 18:15 | Egypte   | 1 – 1 | Chili          | Caïrostadion, Caïro Toeschouwers: 75.000 Scheidsrechter: Gilberto Alcala (MEX) |
| 7 september 1997 18:15 | Abou 37' |       | Villalobos 69' | Caïrostadion, Caïro Toeschouwers: 75.000 Scheidsrechter: Gilberto Alcala (MEX) |

|                        |          |                                  |           |                                                                                    |
| 7 september 1997 20:30 | Thailand | 0 – 3                            | Duitsland | Caïrostadion, Caïro Toeschouwers: 40.000 Scheidsrechter: Victorino Rodriguez (SLV) |
| 7 september 1997 20:30 |          | Deisler 27' Kehl 63' Hofmann 84' |           | Caïrostadion, Caïro Toeschouwers: 40.000 Scheidsrechter: Victorino Rodriguez (SLV) |

|                         |         |       |           |                                                                                         |
| 10 september 1997 20:30 | Egypte  | 1 – 1 | Duitsland | Caïrostadion, Caïro Toeschouwers: 80.000 Scheidsrechter: Wilson de Souza Mendonca (BRA) |
| 10 september 1997 20:30 | Ezz 66' |       | Auer 76'  | Caïrostadion, Caïro Toeschouwers: 80.000 Scheidsrechter: Wilson de Souza Mendonca (BRA) |

|                         |                            |       |                                                                            |                                                                                  |
| 10 september 1997 20:30 | Thailand                   | 2 – 6 | Chili                                                                      | Ismaïliastadion, Ismaïlia Toeschouwers: 2.500 Scheidsrechter: Jacek Granat (POL) |
| 10 september 1997 20:30 | Matong 45+2' Suksomkit 82' |       | Viveros 41', 62' Maldonado 52' (pen.) Mirosević 67' Alvarez 83' Zuniga 89' | Ismaïliastadion, Ismaïlia Toeschouwers: 2.500 Scheidsrechter: Jacek Granat (POL) |

### Groep B
| Team          | Wed | W | G | V | DV | DT | DS  | Ptn | Resultaat           |
| ------------- | --- | - | - | - | -- | -- | --- | --- | ------------------- |
| Spanje        | 3   | 3 | 0 | 0 | 17 | 2  | +15 | 9   | Naar de kwartfinale |
| Mali          | 3   | 2 | 0 | 1 | 7  | 2  | +5  | 6   | Naar de kwartfinale |
| Mexico        | 3   | 1 | 0 | 2 | 8  | 6  | –2  | 3   |                     |
| Nieuw-Zeeland | 3   | 0 | 0 | 3 | 0  | 22 | –22 | 0   |                     |

|                        |               |                                           |      |                                                                                  |
| 6 september 1997 18:15 | Nieuw-Zeeland | 0 – 4                                     | Mali | Ismaïliastadion, Ismaïlia Toeschouwers: 9.000 Scheidsrechter: Jacek Granat (POL) |
| 6 september 1997 18:15 |               | Guindo 33' Mah. Diarra 64' Keita 70', 88' |      | Ismaïliastadion, Ismaïlia Toeschouwers: 9.000 Scheidsrechter: Jacek Granat (POL) |

|                        |                         |       |                                  |                                                                                              |
| 6 september 1997 20:30 | Mexico                  | 2 – 3 | Spanje                           | Ismaïliastadion, Ismaïlia Toeschouwers: 9.000 Scheidsrechter: Wilson de Souza Mendonca (BRA) |
| 6 september 1997 20:30 | Arce 66' Santibanez 66' |       | David 14', 84' (pen.) Mateos 31' | Ismaïliastadion, Ismaïlia Toeschouwers: 9.000 Scheidsrechter: Wilson de Souza Mendonca (BRA) |

|                        |               |                                                        |        |                                                                                              |
| 8 september 1997 20:30 | Nieuw-Zeeland | 0 – 5                                                  | Mexico | Ismaïliastadion, Ismaïlia Toeschouwers: 7.500 Scheidsrechter: Abdul Aziz A. Al Dokhail (KSA) |
| 8 september 1997 20:30 |               | Martinez 12' Salcedo 32' Gomez 41', 47' Santibanez 85' |        | Ismaïliastadion, Ismaïlia Toeschouwers: 7.500 Scheidsrechter: Abdul Aziz A. Al Dokhail (KSA) |

|                        |      |           |        |                                                                                      |
| 8 september 1997 18:15 | Mali | 0 – 1     | Spanje | Ismaïliastadion, Ismaïlia Toeschouwers: 6.000 Scheidsrechter: Horacio Elizondo (ARG) |
| 8 september 1997 18:15 |      | David 85' |        | Ismaïliastadion, Ismaïlia Toeschouwers: 6.000 Scheidsrechter: Horacio Elizondo (ARG) |

|                         |               | |        |                                                                                                   |
| 11 september 1997 20:30 | Nieuw-Zeeland | 0 – 13 | Spanje | Ismaïliastadion, Ismaïlia Toeschouwers: 5.000 Scheidsrechter: Abdulhamid Radwan Abdulkareem (EGY) |
| 11 september 1997 20:30 |               | Sanchez 23', 29' Mateos 28', 64' Sergio 36' (pen.) David 43', 45+3', 47', 49' Royo 62' Ander 71' Corona 87' Lopez 90+1' |        | Ismaïliastadion, Ismaïlia Toeschouwers: 5.000 Scheidsrechter: Abdulhamid Radwan Abdulkareem (EGY) |

|                         |                                 |       |           |                                                                            |
| 11 september 1997 20:30 | Mali                            | 3 – 1 | Mexico    | Caïrostadion, Caïro Toeschouwers: 5.000 Scheidsrechter: Ľuboš Micheľ (SVK) |
| 11 september 1997 20:30 | D. Coulibaly 40' Keita 54', 85' |       | Perez 64' | Caïrostadion, Caïro Toeschouwers: 5.000 Scheidsrechter: Ľuboš Micheľ (SVK) |

### Groep C
| Team             | Wed | W | G | V | DV | DT | DS  | Ptn | Resultaat           |
| ---------------- | --- | - | - | - | -- | -- | --- | --- | ------------------- |
| Brazilië         | 3   | 3 | 0 | 0 | 13 | 1  | +12 | 9   | Naar de kwartfinale |
| Oman             | 3   | 2 | 0 | 1 | 8  | 4  | +4  | 6   | Naar de kwartfinale |
| Verenigde Staten | 3   | 1 | 0 | 2 | 4  | 7  | –3  | 3   |                     |
| Oostenrijk       | 3   | 0 | 0 | 3 | 1  | 14 | –13 | 0   |                     |

|                        |                                                  |       |                  |                                                                                               |
| 6 september 1997 13:45 | Oman                                             | 4 – 0 | Verenigde Staten | Alexandriëstadion, Alexandrië Toeschouwers: 20.000 Scheidsrechter: Mario Sanchez Yanten (CHI) |
| 6 september 1997 13:45 | Al-Harbi 15' J. Al-Mukhaini 39' Mohamed 46', 52' |       |                  | Alexandriëstadion, Alexandrië Toeschouwers: 20.000 Scheidsrechter: Mario Sanchez Yanten (CHI) |

|                        |            | |          | |
| 6 september 1997 16:00 | Oostenrijk | 0 – 7 | Brazilië | Alexandriëstadion, Alexandrië Toeschouwers: 20.000 Scheidsrechter: Abdulhamid Radwan Abdulkareem (EGY) |
| 6 september 1997 16:00 |            | Diogo 8' Fabio Pinto 13' Geovani 16' Ferrugem 38' Matuzalem 44' Ronaldinho 75' (pen.) Anailson 85' (pen.) |          | Alexandriëstadion, Alexandrië Toeschouwers: 20.000 Scheidsrechter: Abdulhamid Radwan Abdulkareem (EGY) |

|                        |                                |       |               |                                                                                          |
| 8 september 1997 16:00 | Oman                           | 3 – 1 | Oostenrijk    | Alexandriëstadion, Alexandrië Toeschouwers: 19.000 Scheidsrechter: Eugene Brazzale (AUS) |
| 8 september 1997 16:00 | Nairooz 18' Mohamed 45+1', 69' |       | Ziervogel 74' | Alexandriëstadion, Alexandrië Toeschouwers: 19.000 Scheidsrechter: Eugene Brazzale (AUS) |

|                        |                  |                                      |          |                                                                                       |
| 8 september 1997 13:45 | Verenigde Staten | 0 – 3                                | Brazilië | Alexandriëstadion, Alexandrië Toeschouwers: 19.000 Scheidsrechter: Rene Temmink (NED) |
| 8 september 1997 13:45 |                  | Jorginho 66' Adiel 85' Matuzalem 90' |          | Alexandriëstadion, Alexandrië Toeschouwers: 19.000 Scheidsrechter: Rene Temmink (NED) |

|                         |             |       |                                          |                                                                                          |
| 11 september 1997 16:00 | Oman        | 1 – 3 | Brazilië                                 | Alexandriëstadion, Alexandrië Toeschouwers: 20.000 Scheidsrechter: Gilberto Alcala (MEX) |
| 11 september 1997 16:00 | Mohamed 53' |       | Jorginho 50' Fabio Pinto 66' Geovani 84' | Alexandriëstadion, Alexandrië Toeschouwers: 20.000 Scheidsrechter: Gilberto Alcala (MEX) |

|                         |                                               |       |            |                                                                                               |
| 11 september 1997 16:00 | Verenigde Staten                              | 4 – 0 | Oostenrijk | Port Saidstadion, Port Said Toeschouwers: 4.000 Scheidsrechter: Mamadouba Engage Camara (GUI) |
| 11 september 1997 16:00 | Rupsis 6' Twellman 56', 67' Steven Totten 82' |       |            | Port Saidstadion, Port Said Toeschouwers: 4.000 Scheidsrechter: Mamadouba Engage Camara (GUI) |

### Groep D
| Team       | Wed | W | G | V | DV | DT | DS | Ptn | Resultaat           |
| ---------- | --- | - | - | - | -- | -- | -- | --- | ------------------- |
| Ghana      | 3   | 2 | 1 | 0 | 7  | 1  | +6 | 7   | Naar de kwartfinale |
| Argentinië | 3   | 2 | 1 | 0 | 3  | 0  | +3 | 7   | Naar de kwartfinale |
| Bahrein    | 3   | 1 | 0 | 2 | 4  | 8  | –4 | 3   |                     |
| Costa Rica | 3   | 0 | 0 | 3 | 1  | 6  | –5 | 0   |                     |

|                        |            |       |       |                                                                               |
| 5 september 1997 13:45 | Argentinië | 0 – 0 | Ghana | Port Saidstadion, Port Said Toeschouwers: 30.000 Scheidsrechter: Lu Jun (CHN) |
| 5 september 1997 13:45 |            |       |       | Port Saidstadion, Port Said Toeschouwers: 30.000 Scheidsrechter: Lu Jun (CHN) |

|                        |              |       |                                          |                                                                                                |
| 5 september 1997 16:00 | Costa Rica   | 1 – 3 | Bahrein                                  | Port Saidstadion, Port Said Toeschouwers: 20.000 Scheidsrechter: Mamadouba Engage Camara (GUI) |
| 5 september 1997 16:00 | Esquivel 67' |       | Al Dosari 64' (pen.) Amer 79' Rashed 84' | Port Saidstadion, Port Said Toeschouwers: 20.000 Scheidsrechter: Mamadouba Engage Camara (GUI) |

|                        |              |       |            |                                                                                          |
| 7 september 1997 16:00 | Argentinië   | 1 – 0 | Costa Rica | Port Saidstadion, Port Said Toeschouwers: 10.000 Scheidsrechter: Terje Hauge (Noorwegen) |
| 7 september 1997 16:00 | Galletti 59' |       |            | Port Saidstadion, Port Said Toeschouwers: 10.000 Scheidsrechter: Terje Hauge (Noorwegen) |

|                        |                                                    |       |                |                                                                                     |
| 7 september 1997 13:45 | Ghana                                              | 5 – 1 | Bahrein        | Port Saidstadion, Port Said Toeschouwers: 20.000 Scheidsrechter: Ľuboš Micheľ (SVK) |
| 7 september 1997 13:45 | Eku 5' Ansah 8' Afriyie 52' A. Quaye 77' Abbey 89' |       | Yaser Amer 71' | Port Saidstadion, Port Said Toeschouwers: 20.000 Scheidsrechter: Ľuboš Micheľ (SVK) |

|                         |                           |       |         |                                                                                   |
| 10 september 1997 13:45 | Argentinië                | 2 – 0 | Bahrein | Port Saidstadion, Port Said Toeschouwers: 10.000 Scheidsrechter: Ian McLeod (RSA) |
| 10 september 1997 13:45 | Marchant 42' Marchano 72' |       |         | Port Saidstadion, Port Said Toeschouwers: 10.000 Scheidsrechter: Ian McLeod (RSA) |

|                         |                         |       |            |                                                                                                |
| 10 september 1997 13:45 | Ghana                   | 2 – 0 | Costa Rica | Alexandriëstadion, Alexandrië Toeschouwers: 8.000 Scheidsrechter: Mario Sanchez Yanten (Chili) |
| 10 september 1997 13:45 | A. Quaye 12' Coffie 61' |       |            | Alexandriëstadion, Alexandrië Toeschouwers: 8.000 Scheidsrechter: Mario Sanchez Yanten (Chili) |

## Knock-outfase
|  | kwartfinale               | kwartfinale          |                         |       | halve finale         | halve finale         |   |  | finale | finale |
|  |                           |                      |                         |       |                      |                      |   |  |        |        |
|  | 14 september – Alexandrië |                      |                         |       |                      |                      |   |  |        |        |
|  |                           |                      |                         |       |                      |                      |   |  |        |        |
|  | Brazilië                  | 2                    |                         |       |                      |                      |   |  |        |        |
|  | Brazilië                  | 2                    | 18 september – Ismailia |       |                      |                      |   |  |        |        |
|  | Argentinië                | 0                    |                         |       |                      |                      |   |  |        |        |
|  | Argentinië                | 0                    | Brazilië                | 4     |                      |                      |   |  |        |        |
|  | 14 september – Caïro      |                      | Brazilië                | 4     |                      |                      |   |  |        |        |
|  |                           | Duitsland            | 0                       |       |                      |                      |   |  |        |        |
|  | Mali                      | Duitsland            | 0                       | 0 (3) |                      |                      |   |  |        |        |
|  | Mali                      |                      | 21 september – Caïro    | 0 (3) |                      |                      |   |  |        |        |
|  | Duitsland                 | 0 (4)                |                         |       |                      |                      |   |  |        |        |
|  | Duitsland                 | 0 (4)                | Brazilië                | 2     |                      |                      |   |  |        |        |
|  | 14 september – Ismailia   |                      | Brazilië                | 2     |                      |                      |   |  |        |        |
|  |                           | Ghana                | 1                       |       |                      |                      |   |  |        |        |
|  | Spanje                    | Ghana                | 1                       | 2     |                      |                      |   |  |        |        |
|  | Spanje                    | 18 september – Caïro |                         | 2     |                      |                      |   |  |        |        |
|  | Egypte                    | 1                    |                         |       |                      |                      |   |  |        |        |
|  | Egypte                    | 1                    | Spanje                  | 1     | derde plaats         | derde plaats         |   |  |        |        |
|  | 15 september – Port Said  |                      | Spanje                  | 1     | derde plaats         | derde plaats         |   |  |        |        |
|  |                           | Ghana                | 2                       |       | 21 september – Caïro | 21 september – Caïro |   |  |        |        |
|  | Oman                      | Ghana                | 2                       | 1     | 21 september – Caïro | 21 september – Caïro |   |  |        |        |
|  | Oman                      |                      |                         |       |                      | Spanje               | 2 |  |        |        |
|  | Ghana                     | 4                    |                         |       |                      | Spanje               | 2 |  |        |        |
|  | Ghana                     | 4                    | Duitsland               | 1     |                      |                      |   |  |        |        |
|  |                           |                      | Duitsland               | 1     |                      |                      |   |  |        |        |

### Kwartfinale
|                         |                      |     |            |                                                                                       |
| 14 september 1997 16:00 | Brazilië             | 2–0 | Argentinië | Alexandriëstadion, Alexandrië Toeschouwers: 20.000 Scheidsrechter: Jacek Granat (POL) |
| 14 september 1997 16:00 | Fabio Pinto 44', 83' |     |            | Alexandriëstadion, Alexandrië Toeschouwers: 20.000 Scheidsrechter: Jacek Granat (POL) |

|                         |                                 |            |                                          |                                                                      |
| 14 september 1997 20:30 | Duitsland                       | 0–0 (n.v.) | Mali                                     | Cairostadion, Caïro Toeschouwers: 7.000 Scheidsrechter: Lu Jun (CHN) |
| 14 september 1997 20:30 |                                 |            |                                          | Cairostadion, Caïro Toeschouwers: 7.000 Scheidsrechter: Lu Jun (CHN) |
| 14 september 1997 20:30 | Strafschoppen                   |            |                                          | Cairostadion, Caïro Toeschouwers: 7.000 Scheidsrechter: Lu Jun (CHN) |
| 14 september 1997 20:30 | Adzic Deisler Miedl Truckenbrod | 4 – 3      | Y. Coulibaly Camara Guindo Karambe Keita | Cairostadion, Caïro Toeschouwers: 7.000 Scheidsrechter: Lu Jun (CHN) |

|                         |                                                            |     |             |                                                                                     |
| 15 september 1997 16:00 | Ghana                                                      | 4–1 | Oman        | Port Saidstadion, Port Said Toeschouwers: 15.000 Scheidsrechter: Rene Temmink (NED) |
| 15 september 1997 16:00 | Al Mukhaini 25' (e.d.) Coffie 42' Afriyie 79' A. Quaye 88' |     | Al Amri 57' | Port Saidstadion, Port Said Toeschouwers: 15.000 Scheidsrechter: Rene Temmink (NED) |

|                         |                        |     |           |                                                                                          |
| 15 september 1997 20:30 | Spanje                 | 2–1 | Egypte    | Ismaïliastadion, Ismailia Toeschouwers: 13.500 Scheidsrechter: Victorino Rodriguez (SLV) |
| 15 september 1997 20:30 | Sergio 28' Camacho 66' |     | Belal 31' | Ismaïliastadion, Ismailia Toeschouwers: 13.500 Scheidsrechter: Victorino Rodriguez (SLV) |

### Halve finale
|                         |                                                          |       |           |                                                                                |
| 18 september 1997 16:00 | Brazilië                                                 | 4 – 0 | Duitsland | Ismaïliastadion, Ismailia Toeschouwers: 8.500 Scheidsrechter: Ian McLeod (RSA) |
| 18 september 1997 16:00 | Adiel 4' Geovanie 85' Ferrugem 86' Ronaldinho 88' (pen.) |       |           | Ismaïliastadion, Ismailia Toeschouwers: 8.500 Scheidsrechter: Ian McLeod (RSA) |

|                         |           |       |                              |                                                                                    |
| 18 september 1997 20:30 | Spanje    | 1 – 2 | Ghana                        | Cairostadion, Caïro Toeschouwers: 4.000 Scheidsrechter: Mario Sanchez Yanten (CHI) |
| 18 september 1997 20:30 | Sousa 35' |       | Attram 47' Owusu Afriyie 79' | Cairostadion, Caïro Toeschouwers: 4.000 Scheidsrechter: Mario Sanchez Yanten (CHI) |

### Troostfinale
|                         |                  |       |                            |                                                                                   |
| 21 september 1997 15:30 | Duitsland        | 1 – 2 | Spanje                     | Cairostadion, Caïro Toeschouwers: 8.000 Scheidsrechter: Victorino Rodriguez (SLV) |
| 21 september 1997 15:30 | Adzic 59' (pen.) |       | Ander 30' Sousa 85' (pen.) | Cairostadion, Caïro Toeschouwers: 8.000 Scheidsrechter: Victorino Rodriguez (SLV) |

### Finale
|                         |                          |       |             |                                                                            |
| 21 september 1997 18:15 | Brazilië                 | 2 – 1 | Ghana       | Cairostadion, Caïro Toeschouwers: 35.000 Scheidsrechter: Terje Hauge (NOR) |
| 21 september 1997 18:15 | Matuzalem 63' Andrey 87' |       | Afriyie 39' | Cairostadion, Caïro Toeschouwers: 35.000 Scheidsrechter: Terje Hauge (NOR) |